# Rivadavia (Salta)
Pour les articles homonymes, voir Rivadavia.
Rivadavia est une localité de la province de Salta, au nord-ouest de l'Argentine, et le chef-lieu du département de Rivadavia.

## Situation
La petite ville se trouve à 87 km de la ville de Salta, capitale de la province, sur le río Teucito, ancien lit du río Bermejo qui connait encore un écoulement assez important en période de crue.
On y accède par la route provinciale 13, qui présente 145 km de voirie généralement en très mauvais état, à cause du trafic de camions chargés de bois coupés dans la forêt du Chaco.

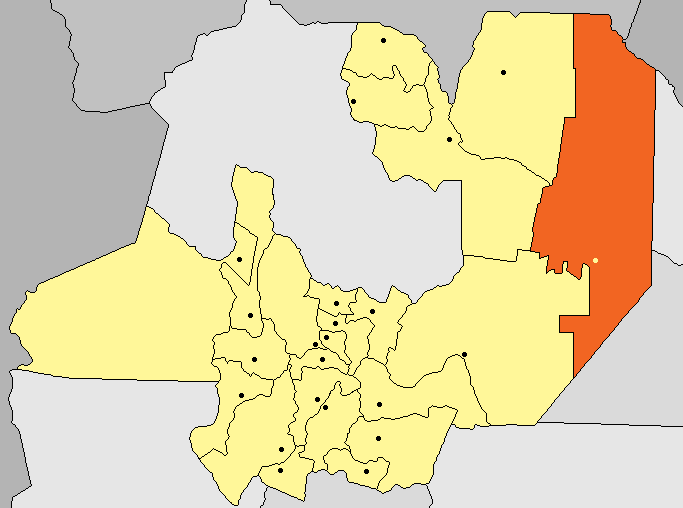
Localisation de la ville dans la province

## Population
La localité comptait 1 608 habitants en 2001, soit une hausse de 68,7 % par rapport aux 953 recensés en 1991.

## Climat
| Mois                                  | jan.      | fév.      | mars     | avril     | mai       | juin      | jui.      | août      | sep.      | oct.      | nov.      | déc.      | année           |
| ------------------------------------- | --------- | --------- | -------- | --------- | --------- | --------- | --------- | --------- | --------- | --------- | --------- | --------- | --------------- |
| Température minimale moyenne (°C)     | 22,1      | 21,5      | 20,3     | 17,2      | 14,2      | 10,8      | 9,9       | 11,4      | 14,2      | 18        | 20        | 21,4      | 16,8            |
| Température moyenne (°C)              | 28        | 27,1      | 25,5     | 22,1      | 19,2      | 15,9      | 16        | 18,3      | 21,4      | 25,1      | 26,6      | 27,8      | 22,8            |
| Température maximale moyenne (°C)     | 35,8      | 34,4      | 32,4     | 28,6      | 25,8      | 22,7      | 24        | 27        | 29,7      | 33,2      | 34,4      | 35,5      | 30,3            |
| Record de froid (°C) date du record   | 10,1 1957 | 11 1970   | 8,6 1961 | 3 1971    | −0,6 1968 | −3 1985   | −5,3 1957 | −3,2 1966 | −1 1981   | 4 1981    | 4 1981    | 10,4 1975 | −5,3 1957       |
| Record de chaleur (°C) date du record | 44,4 2020 | 43,7 1967 | 45 2020  | 40,2 2020 | 37,3 1967 | 35,4 2020 | 38 1979   | 41,2 1963 | 45,5 2020 | 45,2 2020 | 45,5 2020 | 48,9 1905 | 48,9 11/12/1905 |
| Ensoleillement (h)                    | 248       | 254       | 248      | 180       | 186       | 120       | 155       | 217       | 210       | 248       | 240       | 248       | 2 554           |
| Précipitations (mm)                   | 128,1     | 97,7      | 91,3     | 64,4      | 16,7      | 10,9      | 4,4       | 4,1       | 13,6      | 42,9      | 76,6      | 115,3     | 666             |
| Nombre de jours avec précipitations   | 9         | 9         | 10       | 8         | 6         | 4         | 3         | 1         | 2         | 5         | 9         | 9         | 75              |
| Humidité relative (%)                 | 66        | 66        | 72       | 78        | 75        | 73        | 66        | 58        | 55        | 54        | 62        | 65        | 66              |

| Diagramme climatique                                  |              |              |              |              |              |          |           |              |            |            |               |
| J                                                     | F            | M            | A            | M            | J            | J        | A         | S            | O          | N          | D             |
| 35,822,1128,1                                         | 34,421,597,7 | 32,420,391,3 | 28,617,264,4 | 25,814,216,7 | 22,710,810,9 | 249,94,4 | 2711,44,1 | 29,714,213,6 | 33,21842,9 | 34,42076,6 | 35,521,4115,3 |
| Moyennes : • Temp. maxi et mini °C • Précipitation mm |              |              |              |              |              |          |           |              |            |            |               |

### Record de chaleur
La localité est l'endroit d'Argentine où a été observée la température la plus élevée jamais enregistrée dans toute l'Amérique du Sud. Le 11 décembre 1905, on enregistra pas moins de 48,9 °C.